# Sabugal
Sabugal és un municipi portuguès, situat al districte de Guarda, a la regió del Centre i a la subregió de Beira Interior Nord. L'any 2004 tenia 14.222 habitants. Limita al nord amb Almeida, a l'est amb La Alberguería de Argañán, Navasfrías, La Alamedilla i Casillas de Flores, al sud amb Penamacor, al sud-oest amb Fundão, a l'oest amb Belmonte i al nord-oest amb Guarda.

## Població
| Població del concelho de Sabugal (1801 – 2004) | Població del concelho de Sabugal (1801 – 2004) | Població del concelho de Sabugal (1801 – 2004) | Població del concelho de Sabugal (1801 – 2004) | Població del concelho de Sabugal (1801 – 2004) | Població del concelho de Sabugal (1801 – 2004) | Població del concelho de Sabugal (1801 – 2004) | Població del concelho de Sabugal (1801 – 2004) | Població del concelho de Sabugal (1801 – 2004) |
| ---------------------------------------------- | ---------------------------------------------- | ---------------------------------------------- | ---------------------------------------------- | ---------------------------------------------- | ---------------------------------------------- | ---------------------------------------------- | ---------------------------------------------- | ---------------------------------------------- |
| 1801                                           | 1849                                           | 1900                                           | 1930                                           | 1960                                           | 1981                                           | 1991                                           | 2001                                           | 2004                                           |
| 7157                                           | 11669                                          | 33047                                          | 33774                                          | 38062                                          | 18927                                          | 16919                                          | 14871                                          | 14222                                          |

## Freguesies
Les freguesies de Sabugal són:
| - Águas Belas - Aldeia da Ponte - Aldeia da Ribeira - Aldeia de Santo António - Aldeia do Bispo - Aldeia Velha - Alfaiates - Badamalos - Baraçal - Bendada - Bismula - Casteleiro - Cerdeira - Fóios - Forcalhos - Lajeosa - Lomba - Malcata - Moita - Nave | - Pena Lobo - Pousafoles do Bispo - Quadrazais - Quinta de São Bartolomeu - Rapoula do Côa - Rebolosa - Rendo - Ruivós - Ruvina - Sabugal - Santo Estêvão - Seixo do Côa - Sortelha - Souto - Vale das Éguas - Vale de Espinho - Vale Longo - Vila Boa - Vila do Touro - Vilar Maior |

## Patrimoni

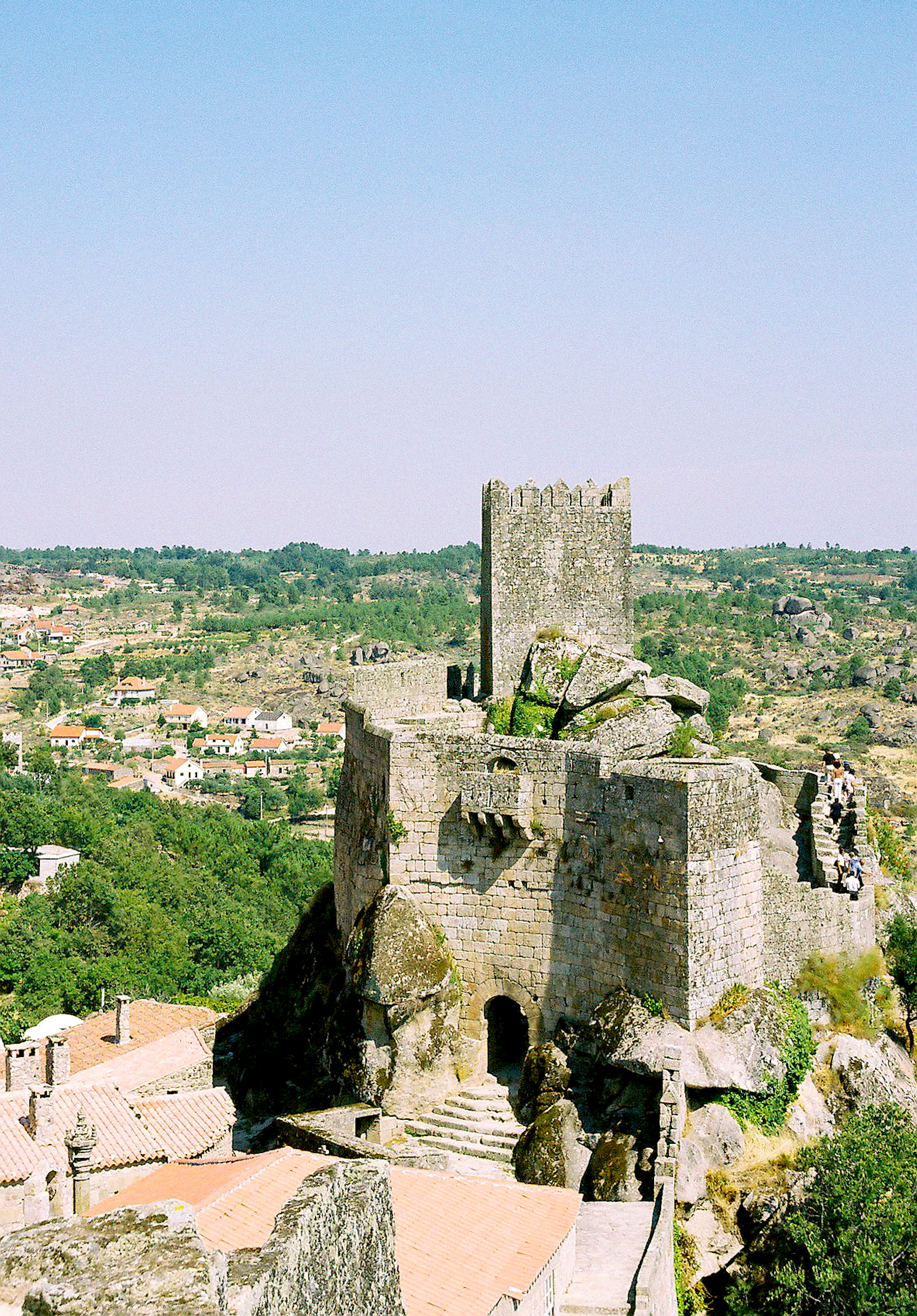
Castelo de Sortelha - Sabugal

- Castelo do Sabugal.